# ستانيسلاف هوفمان
ستانيسلاف هوفمان هو لاعب كرة قدم تشيكي في مركز الدفاع، ولد في 17 يونيو 1990.

## وصلات خارجية
- ستانيسلاف هوفمان على موقع الاتحاد التشيكي (الإنجليزية)
- ستانيسلاف هوفمان على موقع قاعدة بيانات كرة القدم.إي يو (الإنجليزية)
- ستانيسلاف هوفمان على موقع Soccerway.com (الإنجليزية)
- ستانيسلاف هوفمان على موقع عالم كرة القدم.نت (الإنجليزية)